# 多边税收征管互助公约
多边税收征管互助公约（英語：Convention on Mutual Administrative Assistance in Tax Matters），是1988年欧洲委员会和经合组织共同制订的国际公约，后经2010年议定书修订。经2010年议定书修订的多边税收征管互助公约于2011年6月1日生效。

## 背景
各缔约国考虑到人员、资本、货物和服务跨国流动的发展，本身虽益处颇多，但也增加了避税与逃税的可能性，因此税务机关之间需加强合作；对近年来在国际层面为打击避税和逃税所作的各种努力表示欢迎；考虑到为促进各类涉税问题中各种形式的征管协助，同时确保纳税人的权利得到充分保障，各国有必要协同努力。为此各缔约国制订本公约各条款。

## 内容
公约所指征管协助包括：
1. 情报交换，包括同期税务检查及参与境外税务检查；
2. 追索协助，包括保全措施；
3. 文书送达。

公约对上述协助做了具体规定。
公约适用以下税种：
1. 以缔约方名义征收的对所得或利润征收的各种税；
2. 以缔约方名义征收的除对所得或利润所征税种之外，对资本利得单独征收的各种税；
3. 以缔约方名义征收的对财产净值征收的各种税；
4. 以缔约方国家层面以下的政治机构或地方机构名义征收的有关所得、利润、资本利得或财产净值的各种税；
5. 应支付给中央政府或社会保险机构的强制性社会保险费用；
6. 除关税外，以缔约方名义征收的：
  1. 遗产税、继承税或赠与税；
  2. 对不动产征收的各种税；
  3. 一般消费税，如增值税、销售税；
  4. 对货物或劳务征收的特别税种，如消费税；
  5. 对使用或拥有机动车辆而征收的各种税；
  6. 对使用或拥有除机动车辆以外其他动产所征收的各种税；
  7. 任何其他税收。